# Bob Corker
Bob Corker, właśc. Robert Phillips Corker Jr. (ur. 24 sierpnia 1952 w Orangeburgu) – amerykański polityk, burmistrz Chattanooga w stanie Tennessee w latach 2001–2005, senator USA 1 klasy ze stanu Tennessee w latach 2007-2019.

## Życiorys
Karierę polityczną rozpoczął w 1994. Ubiegał się o partyjną nominację w wyborach do Senatu Stanów Zjednoczonych. Przegrał jednak z Billem Fristem, który ostatecznie wygrał wybory. W 1995 rozpoczął pracę dla gubernatora stanu Tennessee jako komisarz finansów i administracji. W 2001 został wybrany burmistrzem Chattanoogi i sprawował urząd do 2005.
W wyborach do Senatu USA w 2006 reprezentował Partię Republikańską. Wcześniej w prawyborach partyjnych pokonał (48% głosów) Eda Bryanta (34%) i Vana Hilleary’ego (17%). Obaj jego konkurenci w latach 1995–2003 byli członkami Izby Reprezentantów Stanów Zjednoczonych. W głosowaniu pokonał demokratę Harolda Forda Jr., dotychczasowego członka Izby Reprezentantów. W Senacie zastąpił Billa Frista, dotychczasowego Lidera Większości, który nie ubiegał się o reelekcję. 4 stycznia 2007 złożył ślubowanie i objął urząd senatora.